# لورانس إف. سنودن
لورانس إف. سنودن (بالإنجليزية: Lawrence F. Snowden)‏ هو عسكري أمريكي، ولد في 14 أبريل 1921 في شارلوتسفيل في الولايات المتحدة، وتوفي في 18 فبراير 2017 في تالاهاسي في الولايات المتحدة.